# Escala menor
Em teoria musical, a escala menor é uma sequência ordenadas de sete notas musicais sucessivas (escala diatônica) que segue o padrão modo menor (um dos modos musicais utilizados na música tonal), que possui cinco intervalos de tons e dois intervalos de semitons entre as notas, que obedece à seguinte sequencia padrão de estrutura de intervalos musicais:
| Iº |     | IIº |         | IIIº |     | IVº |     | Vº |         | VIº |     | VIIº |     | Iº |
|    | V   |     | V       |      | V   |     | V   |    | V       |     | V   |      | V   |    |
|    | tom |     | semitom |      | tom |     | tom |    | semitom |     | tom |      | tom |    |

Sendo T-ST-2T-ST-2T, onde o terceiro grau (chamado mediante) está a um intervalo de terça menor (um tom + um semitom) acima da tônica e os graus 6º e 7º também são menores. A partir da escala menor é que são formados os acordes menores, o campo harmônico e, as melodias.
A escala fundamental ou escala natural deste modo maior é a escala de Lá menor, pois a relação de intervalos deste modo pode ser obtido nesta escala sem a necessidade de alteração de altura das notas com uso de acidentes:
| la |     | si |         | dó |     | ré |     | mi |         | fa |     | sol |     | lá |
|    | V   |    | V       |    | V   |    | V   |    | V       |    | V   |     | V   |    |
|    | tom |    | semitom |    | tom |    | tom |    | semitom |    | tom |     | tom |    |

Mas para formar escalas maiores iniciadas por outra nota, é necessário acrescentar alterações de altura a algumas notas, a fim de manter a sequencia padrão de intervalos. Por exemplo, em uma escala de Sol Maior para seguir o padrão intervalar maior, as notas serão:
| ré |     | mi |         | fá |     | sol |     | lá |         | sib |     | dó |     | ré |
|    | V   |    | V       |    | V   |     | V   |    | V       |     | V   |    | V   |    |
|    | tom |    | semitom |    | tom |     | tom |    | semitom |     | tom |    | tom |    |

Nesta escala a nota si não pode ser utilizada nesta sequência, pois o intervalo natural entre si e dó é de um semitom e entre lá e si é de um tom (na escala fundamental). Para que a escala obedeça à ordem intervalar maior é preciso diminuir a nota si em meio tom e torná-la um si bemol (sib). Em outras escalas, para manter a relação de intervalos, é necessário elevar a altura de algumas notas em meio tom (sustenido). O ciclo das quintas define a ordem em que os acidentes sustenidos ou bemóis são adicionados às escalas.
Em alguns modos gregos antigos, como o modo dórico e o modo frígio possuam terças menores relativas à tônica, modernamente os músicos se referem a três tipos de escalas menores: a escala menor natural, a escala menor harmônica e a escala menor melódica, cada qual com uma distribuição específica dos intervalos restantes.
A reprodução de áudio não é suportada no seu ''browser''. Você pode descarregar o ficheiro de áudio.
A reprodução de áudio não é suportada no seu ''browser''. Você pode descarregar o ficheiro de áudio.
A reprodução de áudio não é suportada no seu ''browser''. Você pode descarregar o ficheiro de áudio.

## Escala menor natural

Diagrama dos intervalos da escala menor natural

Corresponde ao modo eólio antigo. Caracteriza-se pelo intervalo de um semitom entre o 2º e o 3º grau e também entre o 5º e 6º grau:
1tom, 2semitom, 3tom, 4tom, 5semitom, 6tom, 7tom
| Tonalidade    | 7 ♭   | 6 ♭    | 5 ♭   | 4 ♭   | 3 ♭   | 2 ♭   | 1 ♭  | 0    | 1 ♯   | 2 ♯  | 3 ♯   | 4 ♯   | 5 ♯    | 6 ♯   | 7 ♯   |
| Escala maior: | Dó♭ M | Sol♭ M | Ré♭ M | Lá♭ M | Mi♭ M | Si♭ M | Fá M | Dó M | Sol M | Ré M | Lá M  | Mi M  | Si M   | Fá♯ M | Dó♯ M |
| Escala menor: | Lá♭ m | Mi♭ m  | Si♭ m | Fá m  | Dó m  | Sol m | Ré m | Lá m | Mi m  | Si m | Fá♯ m | Dó♯ m | Sol♯ m | Ré♯ m | Lá♯ m |

### Escala menor harmônica

Menor harmônica

Esta escala é dita harmônica pois com o aumento do 7º grau da escala obtemos a nota sensível, nos permitindo criar harmonias de dominante. Esta apresenta a mesma estrutura da escala menor natural, exceto pelo 7º grau, que é aumentado em um semitom, construindo-se um intervalo de 2ª aumentada entre o 6º e o 7º grau da escala:
```
 
1
tom, 
2
semitom, 
3
tom, 
4
tom, 
5
semitom, 
6
tom e meio
, 
7
semitom
```

O sétimo grau se torna sensível - o sétimo grau de uma escala é chamado sensível, já que este está somente meio tom abaixo da tônica e soa muito bem com ela melodicamente -, apresentando uma atração tonal maior do que a da escala menor natural. A modificação dá à escala uma sonoridade oriental, e pode-se ouvir sua influência nos acordes meio-diminutos e nos acordes de sétima com nona bemol.

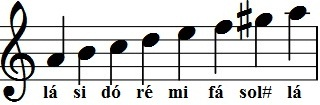
Escala Lá menor harmônico

Como construir estas escalas?...repare...
Exemplo: -Si menor (relativa maior: Ré maior)
```
Constrói-se a escala Si menor com os sustenidos de Ré Maior (FÁ# e DO#) e aumenta meio tom no 7º grau.
```

| Escala Si Menor harmônica   |
| --------------------------- |
| SI DO# RE MI FA# SOL LA# SI |

```
-
Ré menor (relativa maior:
Fá Maior
)

-
Mi menor (relativa maior:
Sol Maior
)
```

Depois, é só aumentar meio tom ao 7ºgrau.
OBS: Para achar a escala relativa menor abaixe um tom e meio da escala maior. Ex: Lá Maior, abaixe um tom e meio e encontrará sua relativa menor, FÁ# Menor.
Para achar a relativa maior basta aumentar um tom e meio: Ex: Sol menor, aumente um tom e meio e encontrará Sib Maior. Veja as Armadura da Clave.

### Escala menor melódica e escala menor bachiana

Menor melódica

Quando tocamos a escala menor harmônica, notamos que o intervalo entre o 6º e 7º graus da escala soa estranho melodicamente. Este intervalo é chamado de segunda aumentada, soando exatamente como uma terça menor. Porém não temos tons na escala entre estas notas e este intervalo de segunda aumentada é considerado dissonante na harmonia clássica. Portanto tem-se a escala menor melódica natural, onde além do 7º grau elevado em um semitom, a escala também eleva seu 6º grau em um semitom. Essa alteração é para facilitar o movimento melódico gerado entre o 6º e 7º graus da escala menor harmônica de 2ª aumentada. Sua forma é a seguinte:
```
1
tom, 
2
semitom, 
3
tom, 
4
tom, 
5
tom
, 
6
tom, 
7
semitom
```

| Escala Lá Menor melódica   |
| -------------------------- |
| Lá Si Dó Ré Mi Fá# Sol# Lá |

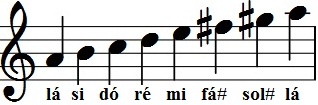
Escala Lá menor melódica (subida)

A escala menor melódica difere só em um tom da escala maior. A diferença pequena é considerada na maioria das vezes uma desvantagem. Por isso os compositores usam a escala melódica só em melodias ascendentes, nas descidas usam a escala natural. Por completa a escala melódica seria então assim:
| Escala Lá Menor melódica (subida e descida)      |
| ------------------------------------------------ |
| Lá Si Dó Ré Mi Fá# Sol# Lá Sol Fá Mi Ré Dó Si Lá |

Se a escala, no entanto, mantém as alterações também na descida, no Brasil e alguns outros países é chamada de Escala bachiana:
| Escala Lá Menor bachiana (subida e descida)        |
| -------------------------------------------------- |
| Lá Si Dó Ré Mi Fá# Sol# Lá Sol# Fá# Mi Ré Dó Si Lá |